# Aixabeba
L'aixabeba (també anomenat xabeba) és un instrument musical de vent o aeròfon. Acostuma a estar fet de canya, però també se'n poden trobar de fusta. Es considera precursora de l'actual flauta travessera, ja que el tub de l'instrument es col·loca en posició horitzontal als llavis de l'intèrpret, que la fa sonar a través de l'orifici lateral per on insufla aire. És probable que el nom de l'instrument provingui del mot àrab sababa ('jove' o 'nova') i que arribés a la península Ibèrica a través de l'Imperi Romà d'Orient.